# Gelbbraune Herbsteule

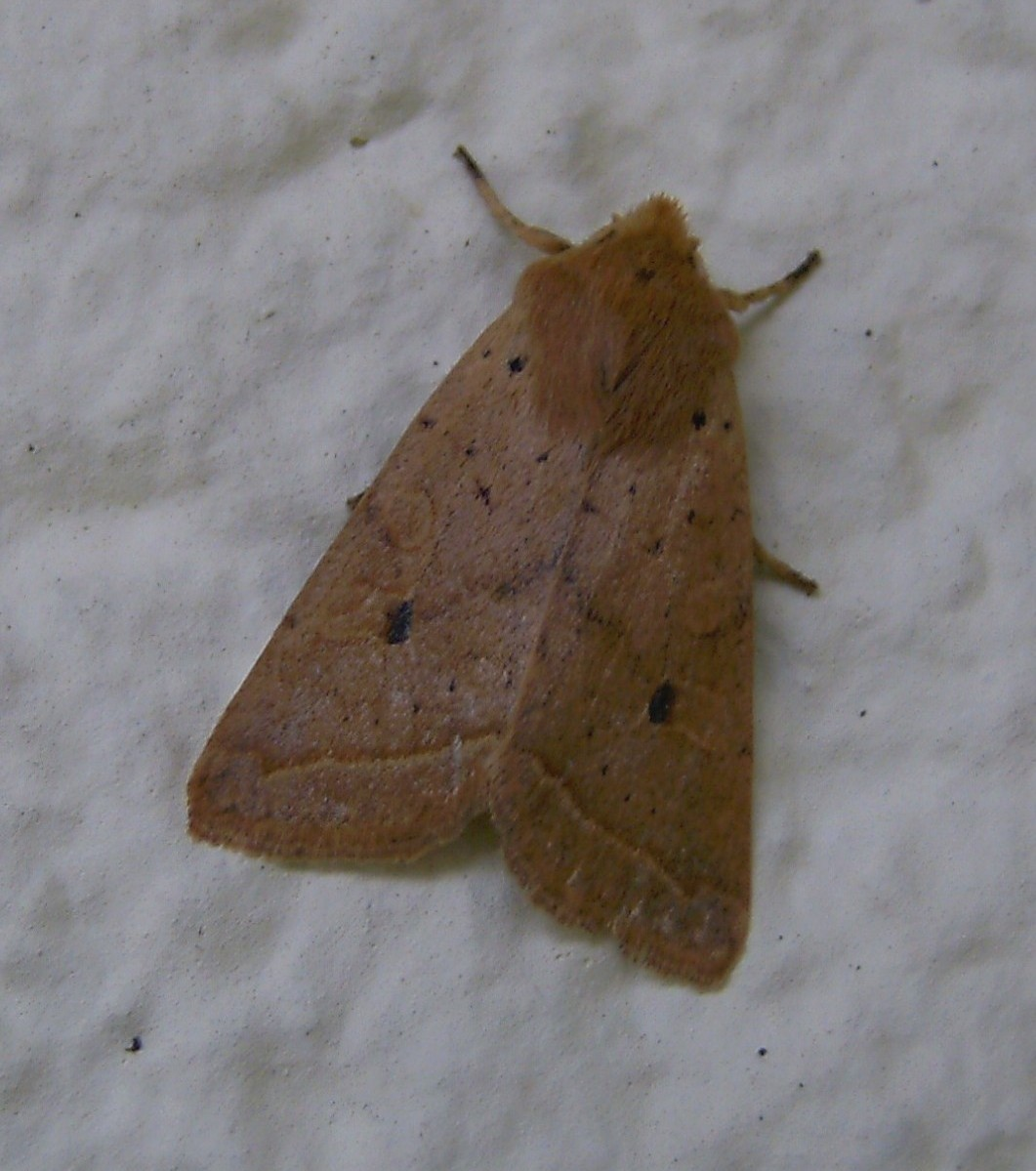
Gelbbraune Herbsteule in Ruheposition

Die Gelbbraune Herbsteule (Agrochola macilenta), auch Buchenmischwald-Herbsteule und Gelbbraune Eichenherbsteule genannt, ist ein Schmetterling (Nachtfalter) aus der Familie der Eulenfalter (Noctuidae).

## Merkmale
Die Falter haben eine Flügelspannweite von 29 bis 40 mm. Die Grundfarbe von Kopf, Thorax und Vorderflügel variiert von hellocker bis fast orangebraun. Die Zeichnungselemente variieren ebenfalls stark in der Intensität; sie sind meist schwach ausgebildet, können bisweilen aber auch sehr deutlich sichtbar sein. Die innere und äußere Querlinie sind stark gezackt, meist einfach gezeichnet und oft unterbrochen. Bei manchen Exemplaren sind nur die nach außen gerichteten Spitzen der Zacken dunkel gezeichnet. Die Mittelbinde ist quasi immer blass, diffus und meist rotbraun. Die Wellenlinie ist rotbraun. Ringmakel und Nierenmakel sind relativ groß, die Nierenmakel ziemlich breit. Beide Makel sind rotbraun umrandet, die Umrandung kann bei manchen Exemplaren auch unterbrochen sein. Das untere Drittel der Nierenmakel ist dunkelbraun gefärbt mit ein paar eingestreuten weißgrauen Schuppen.
Die Hinterflügel sind hellockerfarben mit einer stark braungrauen Überstäubung, der innere Bereich ist etwas heller. Der Diskalfleck ist zwar relativ groß, aber diffus.
Das halbkugelige Ei ist zunächst gelb gefärbt und wird vor dem Schlüpfen braungrau. Die Oberfläche ist mit schwachen, aber stark welligen Längsrippen bedeckt.
Die Raupe ist relativ kompakt, rötlich gefärbt mit einem kleinen, rötlichbraunen Kopf. Die Rücken- und Nebenrückenlinien sind hell gefärbt. Die Rückenlinie verbreitert sich etwa ab dem 3. oder 4. Segment, jeweils im hinteren Drittel des Segments zu einem Fleck.
Die Puppe besitzt einen nur undeutlich ausgebildeten Kremaster. Zwei Hakenborsten überragen die übrigen kleineren Borsten.

## Geographische Verbreitung und Lebensraum
Die Art ist im europäischen Anteil des Mittelmeerraums und in Mittel- bis Nordeuropa weit verbreitet. Sie fehlt aber in Zentral- und Südspanien sowie auf den meisten der größeren Mittelmeerinseln mit Ausnahme von Sizilien. Im Norden reicht das Verbreitungsgebiet bis Südskandinavien (Dänemark, Südnorwegen, Südschweden und Südfinnland). Im Osten zieht sich die nördliche Verbreitungsgrenze quer durch Mittelrussland zum Ural-Gebirge. Im Süden kommt die Art über Kleinasien und Zypern bis zum Kaukasusgebiet vor.
Die Art kommt in waldreichen bis offenen, warmen, trockenen bis mäßig feuchten Biotopen im Flachland und Hügelland vor. In den Alpen steigt die Art bis auf 1000 m über NN an.

## Lebensweise
Die Gelbbraune Herbsteule bildet eine Generation pro Jahr, deren Falter von Ende August bis Anfang Dezember fliegen. In seltenen Fällen überwintern die Falter. In der Regel überwintert das Ei.
Die Raupen ernähren sich zunächst von den Blättern verschiedener Laubbäume und Sträucher, die erwachsenen Raupen eher von krautigen Pflanzen. An Raupennahrungspflanzen werden genannt: Hainbuchen (Carpinus), Weißdorne (Crataegus), Buchen (Fagus), Pappeln (Populus), Prunus, Ulmen (Ulmus), Weiden (Salix) und Eichen (Quercus) sowie an krautigen Pflanzen Besenheide (Calluna), Habichtskräuter (Hieracium) und Wegeriche (Plantago).

## Gefährdung
Die Art gilt in Deutschland als nicht gefährdet.

## Systematik
Derzeit wird die Gelbbraune Herbsteule in zwei Unterarten unterteilt. Die Nominatunterart
- Agrochola macilenta macilenta, im weitaus größten Teil des Verbreitungsgebietes und
- Agrochola macilenta rubrescens Wiltshire, 1939, die auf Zypern beschränkt ist.